# ماورديان (مقاطعة فومن)
ماورديان (بالفارسية: ماوردیان) هي قرية تقع في غيلان في إيران. يقدر عدد سكانها بـ 486 نسمة بحسب إحصاء 2016.